# 安来鋼
安来鋼（ヤスキハガネ）は、旧雲伯国境地域（現・島根県/鳥取県県境）における直接製鋼法で出来た鋼の総称。

## 概要
島根県（中国地方、山陰側、雲州、石見）は古代から良質な砂鉄の産出地であり、たたら製鉄が盛んであった。こうして精製した和鋼は「桜印」のブランドで知られている。
戦前においてプロテリアル（旧日立金属）安来工場の前身である安来鉄鋼合資会社の伊部喜作らが、松江電灯協力のもと、東洋で初めて高速度工具鋼をアーク放電を応用した電気製鋼で開発したことで近代製鋼においても更なるブランドを確立した。
現在は島根県安来市の日立金属（現プロテリアル）冶金研究所で開発され同安来工場で、先端技術を駆使して造られた材料の強さが求められる刃物・金型、高性能機械等向けの工具鋼を代表とする特殊鋼すべての名称と定義されている。これらは「YSSヤスキハガネ」（YSSはYasugi Speciality Steelの略）として商標登録されている。
古来の正統的和鋼として、同地方の奥出雲町では年に数回の古来のたたら吹き製法により玉鋼がつくられ、日本刀の原料として全国の刀匠に配布されている。